# 花壇郷

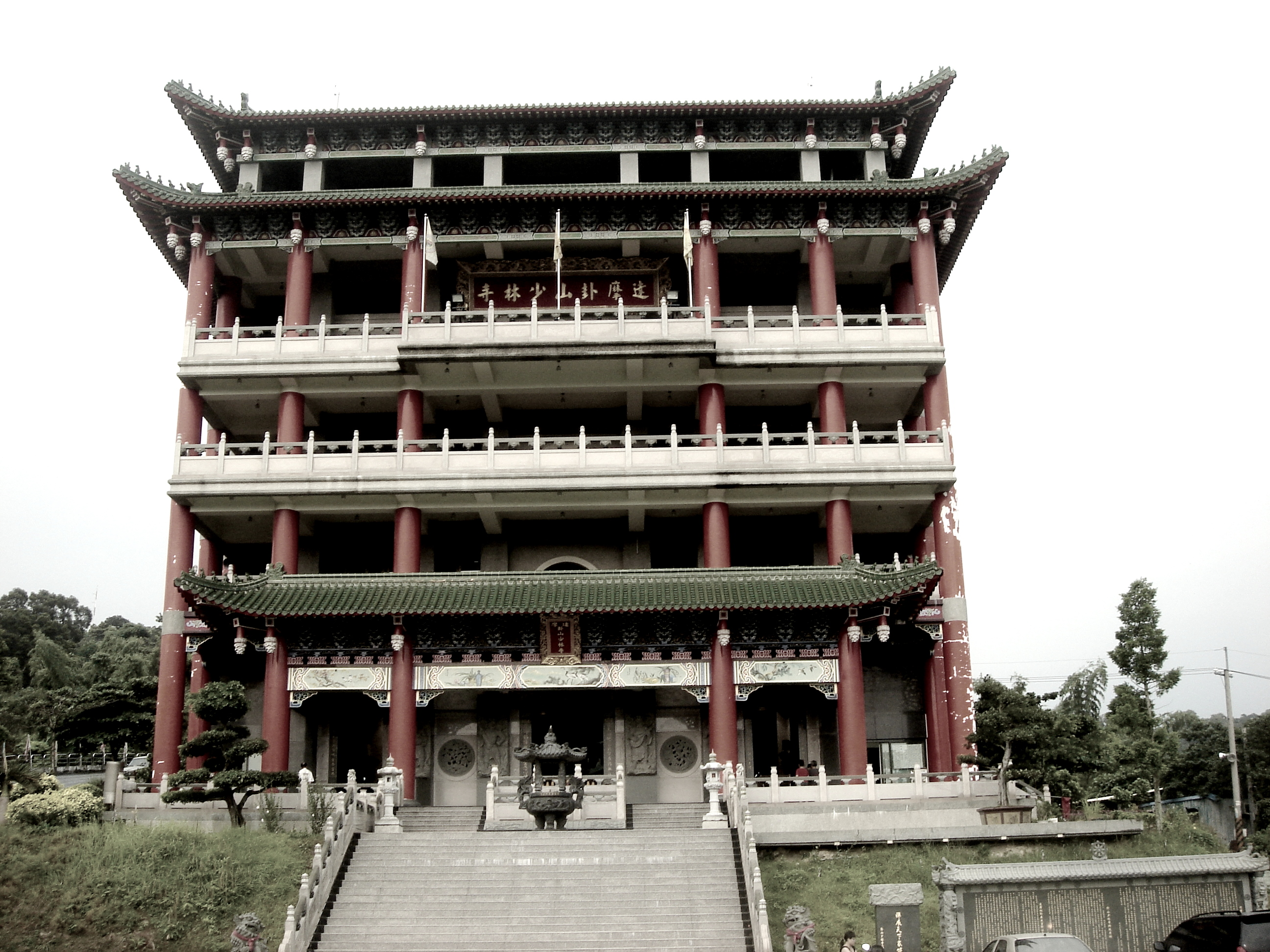
達摩卦山少林寺

花壇郷（フアタン/かだん-きょう）は台湾彰化県の郷。

## 行政区
| 地区   | 村                             |
| ------ | ------------------------------ |
| 花壇   | 花壇村、劉厝村、中庄村、金墩村 |
| 橋子頭 | 橋頭村、湾雅村、湾東村         |
| 口庄   | 北口村、中口村、南口村、崙雅村 |
| 白沙坑 | 長沙村、文徳村、白沙村、岩竹村 |
| 三家春 | 三春村、永春村、長春村         |

## 歴代郷長
| 代 | 氏名 | 任期 |
| -- | ---- | ---- |

## 教育

### 国民中学
- 彰化県立花壇国民中学

## 交通
| 種別 | 路線名称 | その他       |
| ---- | -------- | ------------ |
| 鉄道 | 縦貫線   | 花壇駅       |
| 省道 | 台1線    | -            |
| 省道 | 台74甲線 | 彰化東外環道 |

## 観光
- 八卦台地（中国語版）
- 虎山巌（中国語版）
- 白沙坑文徳宮（中国語版）
- 白沙坑富美宮
- 楓湾宮
- 彰化滑草場
- 台湾民俗村（中国語版）
- 三春老樹（中国語版）
- 茄苳老樹
- 花壇中庄李宅
- 花壇八卦窯（中国語版）